# Battaglia di Chanay
La battaglia di Chanay è stata una battaglia della quinta guerra di Vandea combattuta il 26 maggio 1832 a Grez-en-Bouère.

## La battaglia
Il 25 maggio, una truppa di circa 170 vandeani si riunì al castello di Chaunay, presso Grez-en-Bouère,  guidati dal generale Clouet e da Pierre Gaullier, figlio di Marin-Pierre Gaullier. Il 26 maggio i legittimisti vennero attaccati da 40 uomini del 31º reggimento di fanteria di linea venuti da Château-Gontier.
Gli orleanisti furono respinti verso Gennes-sur-Glaize dai vandeani, ma si riorganizzarono e contrattaccarono in breve tempo. I combattenti si affrontarono dalle 15:00 alle 19:00, e i vandeani dovettero infine ritirarsi verso Saint-Charles-la-Forêt.

## Perdite
Gli orleanisti riportarono tre morti nello scontro: il sergente maggiore Hero, il granatiere Joubain e il volteggiatore Louage. I vandeani riportarono otto morti tra cui uno degli alti ufficiali, Jean-René Guitter detto Saint-Martin.